# شامات (ربع)
شامات، نام یکی از بخش‌های چهارگانه نیشابور (شهر کهن) که در حوزه جنوب و جنوب شرقی دشت شهر کنونی نیشابور قرار داشته و به خاطر قنات‌ها و کشتزارهایش معروف بوده است. نام دیگر این ناحیه، تکاب (تک‌آب) است و گروهی از عالمان، محدثان و ادیبان از آنجا برخواسته‌اند. کدکن، زادگاه شیخ فریدالدین عطار نیشابوری از توابع ربع شامات بوده است.

## نام‌شناسی
واژه شامات، واژه‌ای عربی است که جمع شامَة است. شامه؛ خال بدن، اثر و نشان سیاه بر روی زمین؛ لکه‌های ماه و چون اینها را گویند دهخدا، همچنین به نقل از منتهی الارب و ناظم‌الاطباء، شامات را جمع «شامه» و به معنی «خال‌های زیبایی» آورده و به نقل از «انساب» سمعانی، شاماتی را منسوب به شامات، یکی از ارباع (ربع‌های) نیشابور، ضبط کرده است. یاقوت حموی در وجه تسمیه ربع شامات نوشته است هنگامی که عبدالله بن عامر کریز از این ناحیه می‌گذشت چون منطقه (احتمالاً بخشی از آن) را بایر و بدون‌کشت دید گفت: «ما هذه الشامات؟» (این خال‌های زیبایی چیست؟). از آن پس، این منطقه، شامات نامیده شد.

## ربع شامات
شامات، نام یکی از رَبع (بخش)های چهارگانه نیشابور قدیم است. که از چهار سو، شهر نیشابور را در میان گرفته بودند و آن‌ها عبارتند از: شامات، ریوند، مازل، بشتفروش. ربع‌ها نیشابور، از مرکز شهر (مسجد جامع)، در جهت صحرا و کوه، به چهار طرف، تا انتهای حدود و مرزهای ولایت (شهرستان) کشیده می‌شد. آنچه پیوسته به شهر بود «محله» و آنچه در صحرا و کوه بود «ربع» نامیده می‌شد.

## حدود و وسعت
طول ربع شامات، از مسجد جامع بود تا حدود بُشت (= پُشت، بُست، ترشیز، کاشمر کنونی) و عرض آن، از مرز ولایت بیهق تا ولایت رخ کشیده می‌شد. طول این ناحیه، شانزده فرسنگ و عرض، آن چارده فرسنگ بود و بیش از سیصد روستا را در خود، جای داده بود. و راه نیشابور به فارس و کرمان، از سمت قهستان، از این ربع می‌گذشت.

## وضعیت و ویژگی‌ها
محمد مقدسی، شامات را بخشی پهناور با روستاهای نیکو و پُر از کشتزار توصیف نموده و یادآور شده است که آن را تک آب نیز می‌نامند؛ زیرا پایین‌ترین روستاها است و آب‌ها به سویش روان هستند، پایان کاریزها بدان سوی است و به این خاطر، در همه قصبه (شهرستان) مشهور است. همچنین در تاریخ الحاکم، از چند وادی (کاریز) نام برده شده که یکی از آنها «وادی شامات» است. به گفته مقدسی؛ این ربع، شهرکی ندارد، میوه بسیار نیز ندارد و همه کشتزار است.

## مشاهیر و بزرگان
یاقوت حموی در معجم‌البلدان نوشته است که گروهی از عالمان، محدثان و ادیبان از ربع شامات برخواسته‌اند و شرح حال محدثی به نام جعفر بن محمد بن عبدالرحمن شاماتی نیشابوری (متوفی ۳۹۲هجری) را یادکرده است. در تاریخ نیشابور الحاکم نیز نام سه تن آمده است که منسوب به شامات می‌باشند: عمرو بن بشر (ابوحفص شاماتی نیشابوری)، محمد بن حامد بن محمود القطان (ابوالعباس شاماتی نیشابوری) و محمد بن عبدالله بن بالویه (ابوجعفر شاماتی نیشابوری). شیخ فریدالدین عطار نیشابوری، زاده کدکن از توابع ربع شامات، سرشناس‌ترین مشاهیر این ربع است.

## پانوشت‌ها
1. ↑  یاقوت بن عبدالله الحموی (۱۹۰۶)، معجم‌البلدان، قاهره: مطبعه السعادة، ص. ج۵، ص۲۱۶
2. ↑  عبدالنبی قیّم (۱۳۸۲)، فرهنگ معاصر عربی-فارسی، تهران: فرهنگ معاصر، ص. ص ۶۱۳
3. ↑  علی‌اکبر دهخدا (۱۳۷۷)، لغت‌نامه، تهران: دانشگاه تهران، ص. ج۹، ص۱۴۰۳۷
4. 1 2  یاقوت بن عبدالله الحموی (۱۹۰۶)، معجم‌البلدان، قاهره: مطبعه السعادة، ص. ج۵، ص۲۱۷
5. 1 2  ابوعبدالله حاکم نیشابوری (۱۳۷۵)، تاریخ نیشابور، ترجمهٔ محمد بن حسین خلیفه نیشابوری، با مقدمه و تصحیح و تعلیقات محمدرضا شفیعی کدکنی، تهران: آگه، ص. ص ۲۱۴
6. ↑  ابوعبدالله محمد بن احمد مقدسی (۱۳۶۱)، احسن التقاسیم فی معرفة الاقالیم، ترجمهٔ علینقی منزوی، تهران: شرکت مؤلفان و مترجمان ایران، ص. ج۲، ص۴۳۶
7. ↑  ابوعبدالله حاکم نیشابوری (۱۳۷۵)، تاریخ نیشابور، ترجمهٔ محمد بن حسین خلیفه نیشابوری، با مقدمه و تصحیح و تعلیقات محمدرضا شفیعی کدکنی، تهران: آگه، ص. ص۲۸۲
8. ↑  ابوعبدالله حاکم نیشابوری (۱۳۷۵)، تاریخ نیشابور، ترجمهٔ محمد بن حسین خلیفه نیشابوری، با مقدمه و تصحیح و تعلیقات محمدرضا شفیعی کدکنی، تهران: آگه، ص. ص ۲۱۵
9. 1 2  ابوعبدالله محمد بن احمد مقدسی (۱۳۶۱)، احسن التقاسیم فی معرفة الاقالیم، ترجمهٔ علینقی منزوی، تهران: شرکت مؤلفان و مترجمان ایران، ص. ج۲، ص۴۶۲-۴۶۳
10. ↑  ابوعبدالله حاکم نیشابوری (۱۳۷۵)، تاریخ نیشابور، ترجمهٔ محمد بن حسین خلیفه نیشابوری، با مقدمه و تصحیح و تعلیقات محمدرضا شفیعی کدکنی، تهران: آگه، ص. ص ۱۱۹، ۱۸۱، ۱۸۳
11. ↑  محمدرضا شفیعی کدکنی (۲۵ فروردین ۱۳۹۳). «روایت استاد شفیعی کدکنی از دیدار دو فیلسوف و عارف بزرگ (برداشت از مقدمه دکتر محمدرضا شفیعی کدکنی بر کتاب «منطق‌الطیر»)». خبرگزاری خبرآنلاین.

## فهرست منابع
- «احسن‌التقاسیم فی معرفةالاقالیم»، تألیف ابوعبدالله محمد بن احمد مقدسی، ترجمه علینقی منزوی، تهران: شرکت مؤلفان و مترجمان ایران، ۱۳۶۱.
- «تاریخ نیشابور»، ابوعبدالله حاکم نیشابوری، ترجمه محمد بن حسین خلیفه نیشابوری، با مقدمه و تصحیح و تعلیقات محمدرضا شفیعی کدکنی، تهران: آگه، ۱۳۷۵.
- «فرهنگ معاصر عربی-فارسی»، عبدالنبی قیّم، تهران: فرهنگ معاصر، ۱۳۸۲.
- «لغت‌نامه»، علی‌اکبر دهخدا، تهران: مؤسسه انتشارات و چاپ دانشگاه تهران، ۱۳۷۷.
- «معجم‌البلدان»، شهاب‌الدین ابی‌عبدالله یاقوت بن عبدالله الحموی الرومی البغدادی، قاهره: مطبعه السعادة، ۱۹۰۶م.
- «تاریخ نیشابور»، ابوعبدالله حاکم نیشابوری، ترجمه محمد بن حسین خلیفه نیشابوری، با مقدمه و تصحیح و تعلیقات محمدرضا شفیعی کدکنی، تهران: آگه، ۱۳۷۵.